# Bugsy Siegel
Benjamin „Bugsy” Siegel (New York, 1906. február 28. – Los Angeles, Kalifornia, 1947. június 20.) zsidó származású amerikai gengszter, akinek a Las Vegas-i kaszinóváros megálmodását tulajdonítják.

## A kezdet
Benjamin Hymen Siegel New York Brooklyn negyedében született egy szegény bevándorló zsidó család gyermekeként. Öten voltak testvérek. Apja sokat dolgozott, de keveset keresett, aminek láttán a fiatal Siegel elhatározta, hogy nem akar nélkülözve élni, és már gyerekként csatlakozott egy utcai bandához a Lafayette utcában, az Alsó East Side-on. Eleinte leginkább lopásokban vett részt, majd egy másik fiatallal, Moe Sedwayjel, kialakították saját védelmi üzleteiket. A helyi árusoktól 5 dollárt hajtottak be, annak, aki nem fizetett, felgyújtották az áruját.
Serdülőkorban barátkozott össze Meyer Lanskyvel, és egy kis bandát alapítottak, amely hazárdjátékkal és autólopással foglalkozott. Állítólag Siegel volt a banda verőlegénye, akit Lansky néha bérbe adott más bandák főnökeinek is. 1926-ban letartóztatták egy nő megerőszakolása miatt, de Lansky rávette az áldozatot, hogy ne tanúskodjon Siegel ellen.

## Beceneve
A Bugsy becenév állítólag az angol "bugs" szó szlengesítése, és bogarast, mániást vagy őrültet is jelent, amely kiszámíthatatlan, szeszélyes természetére utalt. Siegel utálta gúnynevét, és senkinek nem hagyta, hogy szemtől szemben így szólítsa.

## Luciano
1930-ban Lansky és Siegel csatlakozott Charles "Lucky" Lucianóhoz. Siegel alkoholcsempész lett, és Albert Anastasia maffiafőnökkel is kapcsolatba került. A csempészet New Yorkban, New Jerseyben és Philadelphiában zajlott. Állítólag Luciano Siegellel ölette meg Joe Masseriát. Ezzel ért végét az úgynevezett Castellammarese-háború, amely a New York-i üzletek birtoklásáért folyt 1930 és 1931 között. Bugsynak köze volt a Murder, Inc.-hez is. Rövid ideig Lansky és Siegel kapcsolatban állt Dutch Schultzcal, és 1935-ben megölték Louis és Joseph Amberget.

## Kalifornia
1937-re számos bűnszervezet főnökével összetűzésbe került, ezért Lucianóék úgy döntöttek, hogy Bugsyt a nyugati  partra küldik. Így távolabb került ellenségeitől, és lehetősége nyílt lebonyolítani az üzleteket Jack Dragnával. A szindikátus pénzéből egy nemzeti hálózatot is felállított. Ekkor szervezte be Mickey Cohent is mint helyettest. Los Angelesben megismerkedett több hollywoodi sztárral, például George Rafttal, illetve stúdiótulajdonosokkal, mint Jack Warnerrel és Louis B. Mayerrel.
1929. január 28-án feleségül vette Esta Krakow-t, gyerekkori szerelmét. Feleségét és két lányát később (Millicentet és Barbarát) is Kaliforniába költöztette. Több színésznő szeretője is volt, például Ketti Gallian, Wendy Barrie, Marie MacDonald, és Hollywood előkelősége, Dorothy DiFrasso. DiFrasso és George Raft segítségével Siegel bejutott Hollywood belső köreibe.
Itt ismerte meg Virginia Hillt is, aki a chicagóiak pénzét forgatta. Idővel üzleti és romantikus szálak is fűzték hozzá.
Hill segített Siegelnek biztosítani a mexikói kapcsolatot. 1939. november 22-én sógorával, Whitey Krakow-val és két másik emberrel megölte Harry Greenberget, aki a rendőrség informátora lett Lepke Buchalter, a Gyilkosság Rt. megbízásából. Nem sokkal később Siegelt, aki addigra Whitey Krakow-t is megölte, letartóztatták. Felmentették ugyan, de az újságok ekkor utaltak először Bugsyként rá.
Virginia Hill Bugsy Siegel szeretője lett, és Mexikóban titokban összeházasodtak. Siegel ezután is kicsapongó életet élt; emiatt Esta Krakow beadta a válókeresetet Renóban 1946-ban.
Egyik Keletre visszatérő útján áthajtott az akkor még kisvároson, a nevadai Las Vegason. A legenda szerint ekkor született meg az az ötlete, hogy Las Vegast a szerencsejáték Mekkájává formálja.

## Las Vegas
Bugsy Siegel azt tervezte, hogy épít egy óriáskaszinót és -hotelt, amely a szerencsejátékosok tömegeit fogadhatja. Kapóra jött neki, hogy Nevadában legalizálták a szerencsejátékot 1931-ben. Az akkori Las Vegas-i belvárosi kaszinók a Fremont Streeten koncentrálódtak, és a játékosok leginkább a Hoover-gát építőbrigádjainak tagjai voltak. Bugsy Siegel 1941-ben ment Las Vegasba, hogy megalapítsa a Transzamerikai Hírhálózatot Al Capone támogatásával.
Keleten lévő bűnözőtársait elbűvölte az ötlet, hogy megépíti a hazárdjátékok központját, egy teljes kaszinó-, hotel- és szórakozóhely-együttest a Nevadai-sivatagban. Kaliforniába visszatérve Siegel elkezdte kidolgozni a komplexum terveit, amely később Las Vegas Strip néven vált ismertté. Siegel Flamingónak nevezte a helyet, ami Virginia Hill beceneve volt.

## A Flamingó
Bár Siegel keveset tudott az építészetről, volt néhány pompás ötlete, például ragaszkodott ahhoz, hogy minden szobának külön lefolyórendszere legyen. Az építkezési költségek a tervezett egymillió dollárról hatmillióra emelkedtek, ami részben a második világháború miatt bekövetkező alapanyaghiány következménye volt. Az építkezést a Del Webb vállalkozás vezette. Amikor Webb megemlítette, hogy aggódik a gengszterháttér miatt, Siegel viccesen így válaszolt: „Ne aggódj Del. Mi csak egymást gyilkoljuk.”
A keleti parton lévő befektető maffiatagok azt gyanították, hogy Siegel meglopja őket. Mivel Virginia gyakran utazott Zürichbe, úgy gondolták, pénzük egy részét svájci bankszámlákon helyezi el. 1946 decemberében az üzlettársak összegyűltek Havannában egy megbeszélésre. Luciano is jelen volt, aki akkoriban Olaszországból irányította az amerikai maffia üzleteit, miután feltételesen szabadlábra helyezték, és kiutasították az államokból.
A konferencia egyik fő témája az volt, hogy megölessék-e Siegelt, aki nem tudott a megbeszélésről. Lansky, a közös fiatalkori bűnöző múlt miatt, kiállt mellette, és azt kérte, várják meg legalább a kaszinó megnyitását. Luciano hitt abban, hogy Siegel profitot tud csinálni a Las Vegas-i üzletből, és visszafizeti a tartozásait. Bugsy végül 1946. december 26-án megnyitotta a még nem teljesen kész kaszinót. A megnyitón több híresség megjelent, de nem annyi, amennyire számított. Mivel hamar elfogytak az érdeklődők, két hét után be is zárták a helyet, hogy befejezzék az építését.
A teljesen kész Flamingót 1947 márciusában nyitották ki újra. Azon a tavaszon a befektető főnökök újra összejöttek Havannában, hogy eldöntsék likvidálják-e Siegelt. Szerencséjére abban a hónapban már jövedelmező volt az üzlet, ezért Lansky ismét meg tudta védeni őt, és rábeszélte Lucianót, hogy kapjon még egy esélyt. 

## Halála

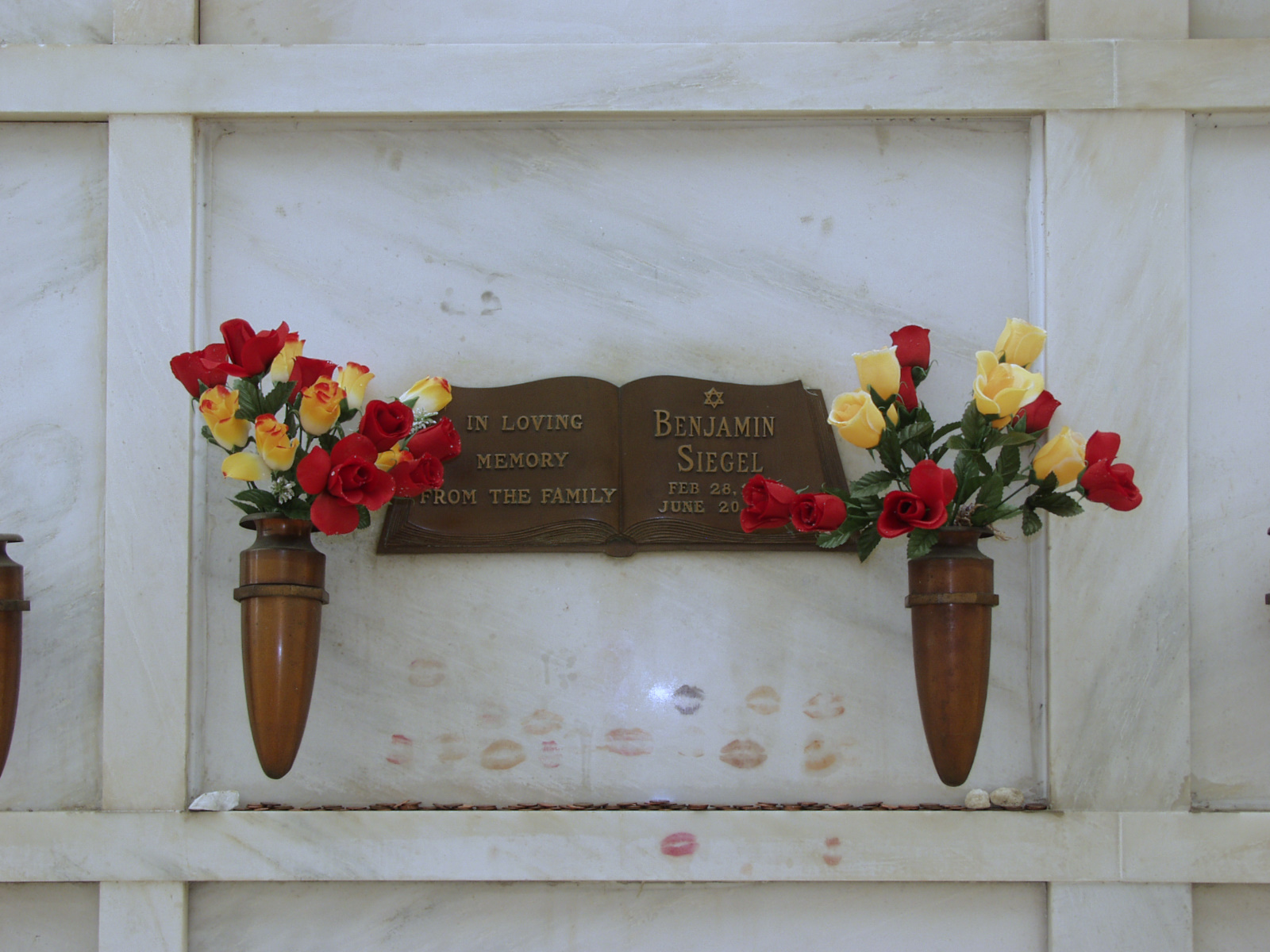
Siegel sírhelye a hollywoodi Forever-temetőben

Végül Siegel Las Vegas-i üzleti vállalkozása megbukott. Virginia lopott a pénzből, és Párizsba, majd Svédországba repült.
1947. június 20-án este háromnegyed 11 körül egy bérgyilkos (állítólag Eddie Cannizzaro), többször rálőtt Siegelre egy M1 Garand típusú, a katonaság által használt fegyverrel a pár Beverly Hills-i háza előtt, a Linden Drive-on.
Bugsy Siegel az egyik szobában, az ablakhoz közel ült, és a Los Angeles Timest olvasta. Az egyik lövedék összetörte az orrnyergét, és a nagy nyomás miatt a bal szeme kirepült a szemüregből. Szemét sértetlenül találták meg négy méterre a testétől. Ezen kívül több lövés érte a testét és a tüdejét. A másik lövedék, amely a fejét eltalálta, a nyakán és a jobb arcán hatolt át; ez önmagában is halálos lehet. A sérülésekből ítélve valószínűleg azonnal meghalt. Szemtanú nem volt, és a gyilkosság elkövetésével nem vádoltak meg senkit.